# 丽江站
丽江站位于中华人民共和国云南省丽江市玉龙纳西族自治县黄山街道五台社区南口路，是滇藏铁路大丽段与滇藏铁路丽香段相连处的火车站。

## 历史
丽江站于2010年3月1日开工建设，2011年10月29日随仁丽铁路通车运营，代替位于古城区的丽江东站的客运功能，丽江东站改为货运车站。丽江站总投资2.2亿元，启用时是云南省内第二大客运火车站。
2015年，丽江站在一站台站台端建了一个观景台，可以眺望玉龙雪山。

## 车站结构
车站建于山脚，坐南朝北，站台在南侧，依山势建于二层。站房长182米、宽50.3米，屋脊最高处高度32.5米，面积为11821平方米，候车室总面积6971.61平方米，站房最高聚集人数为2000人每小时。建筑形式模仿纳西族民居，采用坡屋顶形式，屋面采用铝镁锰板。站场规模为3台7线，站台上方设有35940平方米的无柱雨棚。

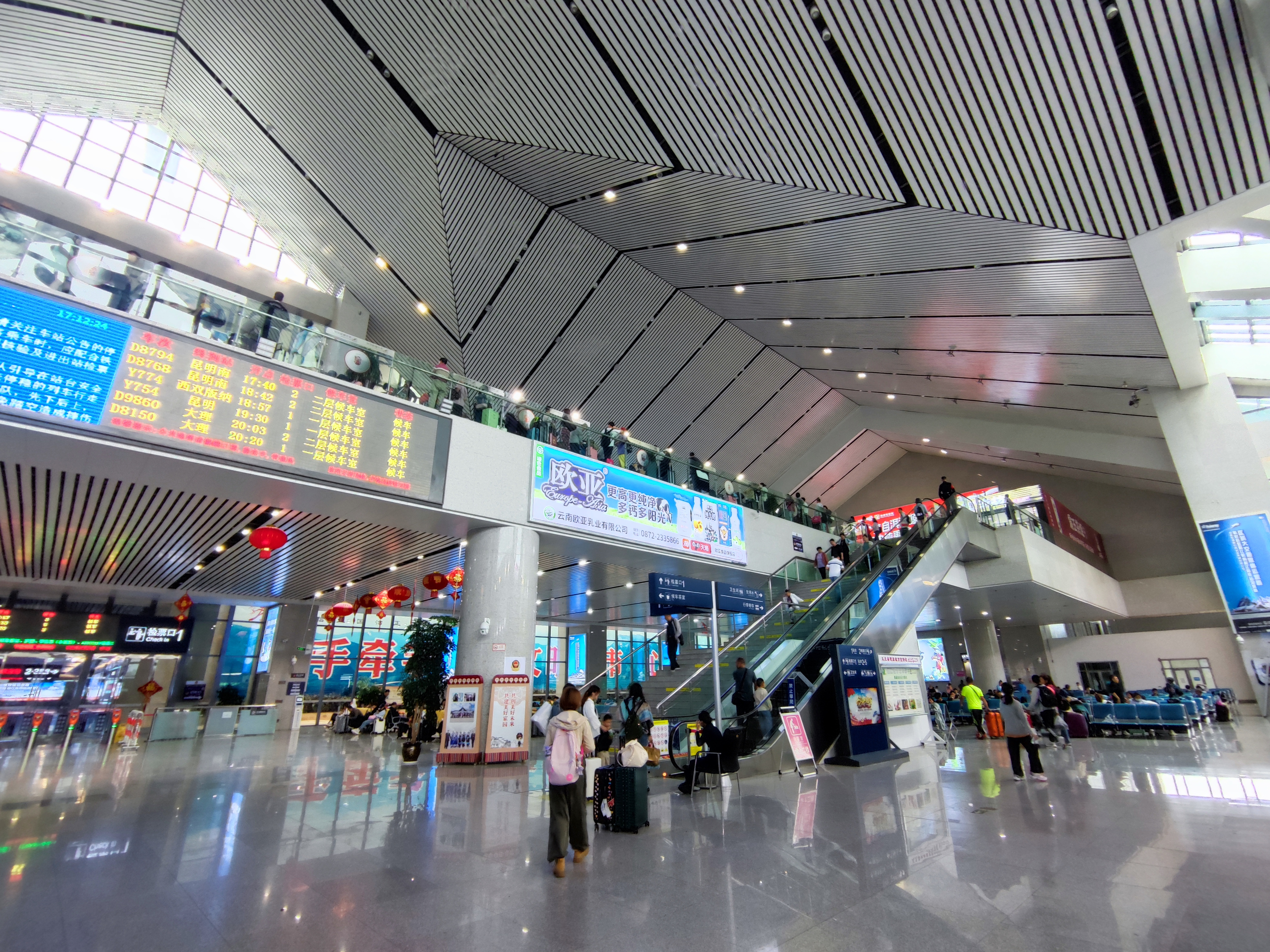
丽江站候车大厅